# Flagge Melillas
Die Flagge Melillas ist einfarbig blau. In ihrer Mitte steht das Wappen Melillas, das von zwei Säulen des Herakles umgrenzt wird, die auch auf der Flagge Spaniens zu sehen sind.